# Aponogeton vallisnerioides
Aponogeton vallisnerioides är en enhjärtbladig växtart som beskrevs av John Gilbert Baker. Aponogeton vallisnerioides ingår i släktet Aponogeton och familjen Aponogetonaceae. IUCN kategoriserar arten globalt som livskraftig. Inga underarter finns listade.